# Грибушин, Сергей Михайлович
Сергей Михайлович Грибушин (1870—1915) — российский предприниматель, меценат и общественный деятель, представитель пермского купечества.

## Биография
Сергей Михайлович Грибушин родился 18 февраля 1870 года в семье известного кунгурского купца Михаила Ивановича Грибушина, члена 1-й гильдии, владевшего магазинами по продаже чая в разных городах России. После смерти Михаила Ивановича в 1889 году управление делом перешло к его вдове Антонине Ивановне и сыновьям Иннокентию, Сергею, Михаилу и Николаю. В 1896 году Антонина Ивановна учредила торгорвый дом «М. И. Грибушина наследники» с учредительными взносами 1 200 000 рублей от неё самой и по 200 000 рублей от каждого из сыновей. Управление делами дома вскоре перешло к Сергею Михайловичу.

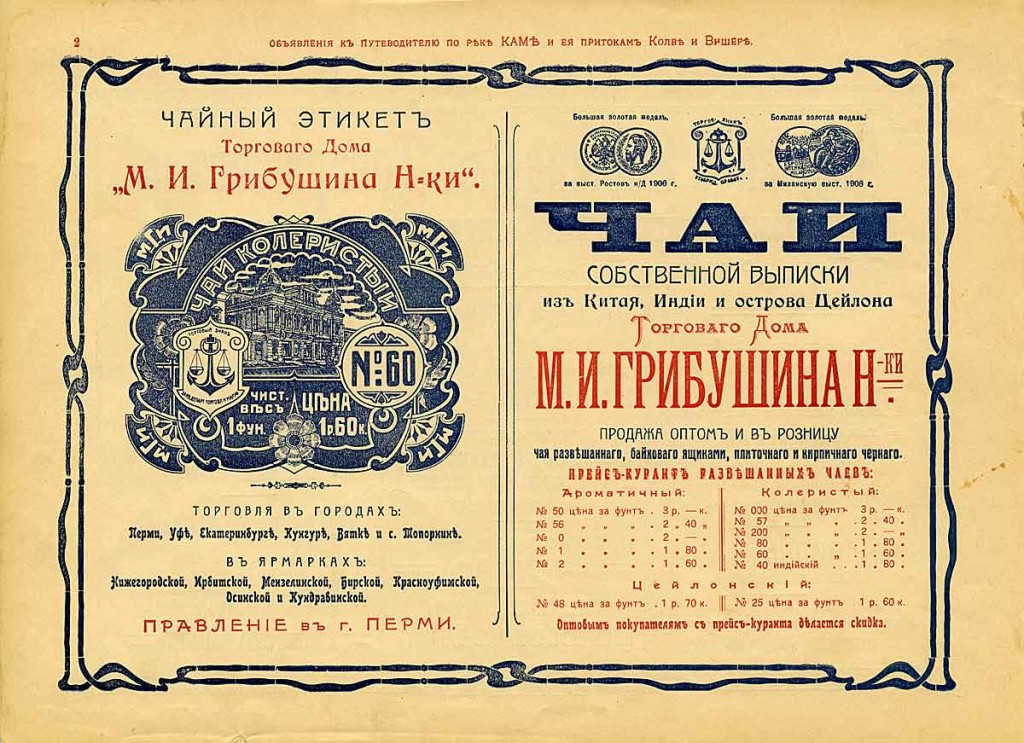
Чай Торгового дома «М. И. Грибушина наследники»

В начале XX века Грибушин переехал в Пермь с целью расширения торговли. В 1902 году он приобрёл по доверенности матери дом на улице Покровской, построенный в 1895—1897 годах по проекту архитектора А. Б. Турчевича. Это здание, известное как Дом Грибушина, позднее получило статус памятника архитектуры стиля «модерн» и искусства художественной лепки. Сейчас (на 2008 год) там расположен президиум Пермского научного центра УрО РАН.

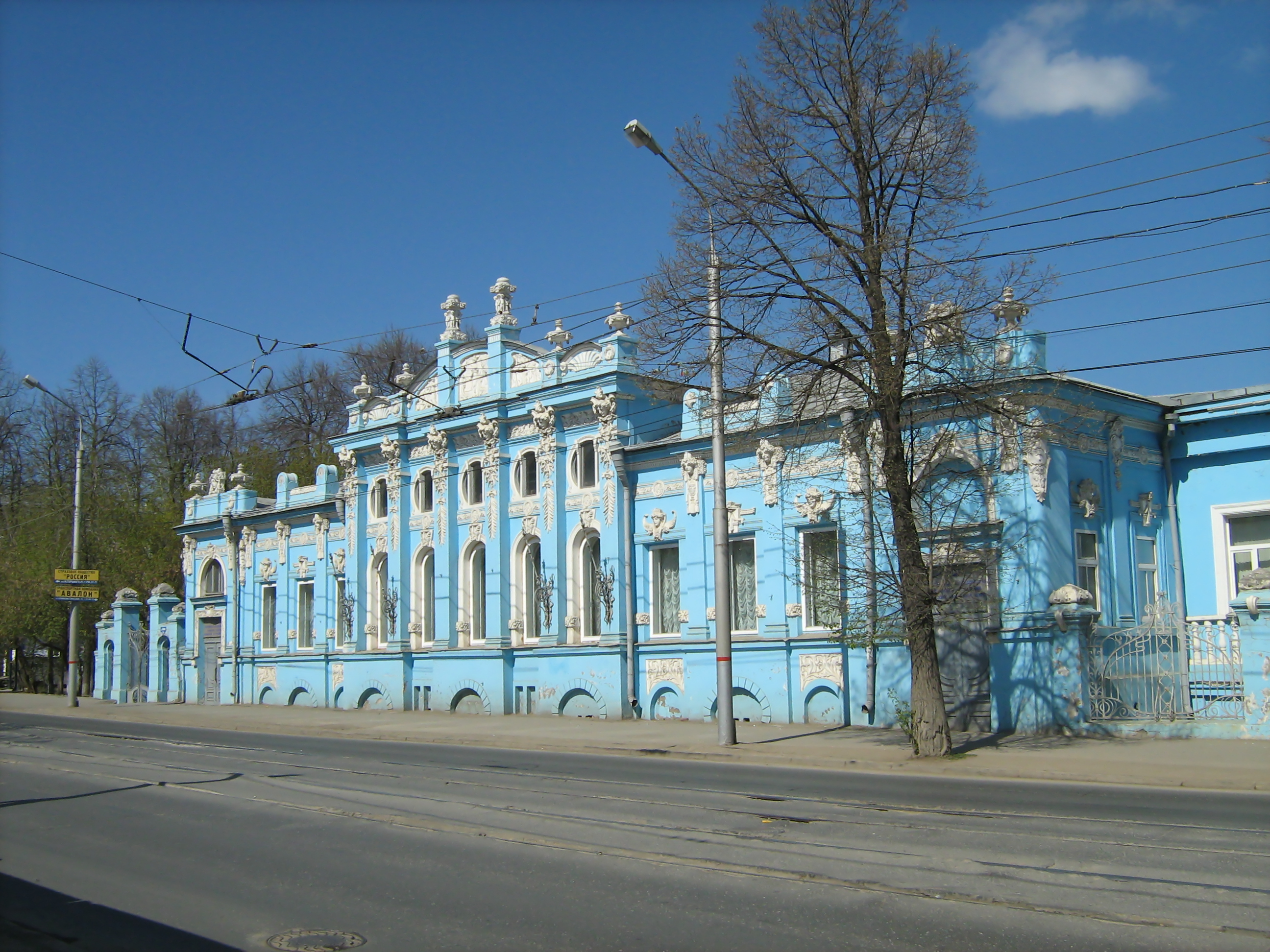
Дом Грибушина

Сергей Михайлович активно занимался благотворительностью. Он был членом пермского губернского попечительства детских приютов и попечителем пермского училища слепых в 1906—1907 годах. Входил в состав директоров пермского отделения русского музыкального общества. Был почётным смотрителем Екатерино-Петровского городского училища.
Умер С. М. Грибушин в Перми 6 января 1915 года от крупозного воспаления легких. Позднее его прах был перевезён и захоронен в семейном склепе Грибушиных в Кунгуре.

## В произведениях искусства
В 2002 году журналист Варвара Кальпиди (телекомпания «Авто ТВ») сняла документальный фильм «Грибушина наследники».